# Oman Air
Oman Air (árabe 
الطيران العماني) é a linha aérea do Sultanato de Omã.

## Frota

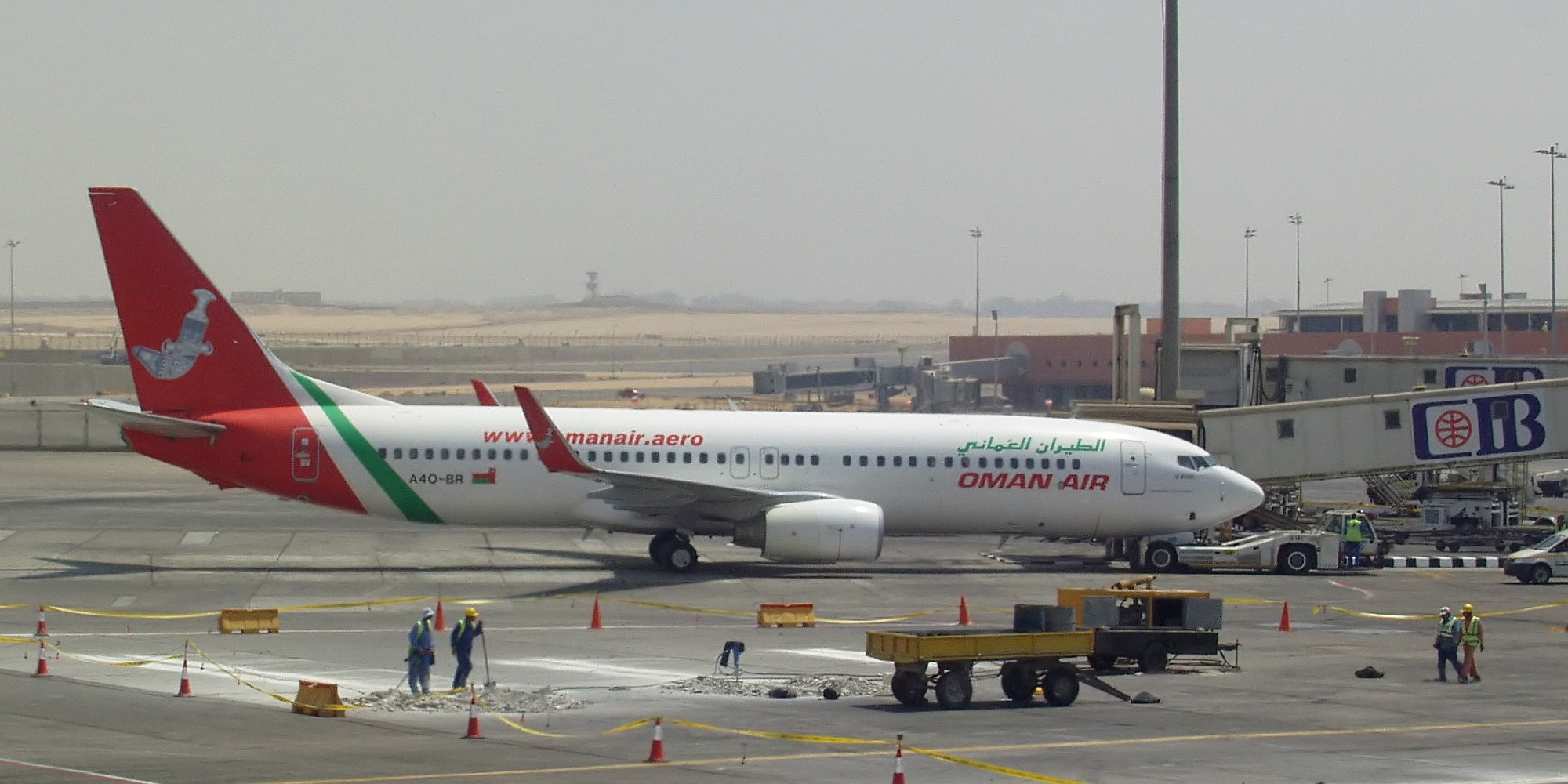
Boeing 737-800 da Oman Air.

Com data de 20 de fevereiro de 2017 a Oman Air tem os seguintes aviões: 
| Aeronave         | Ativo | Pedido | Observações                   |
| ---------------- | ----- | ------ | ----------------------------- |
| Airbus A330-200  | 04    |        |                               |
| Airbus A330-300  | 60    | 0      |                               |
| Boeing 737-700   | 10    |        |                               |
| Boeing 737-800   | 25    |        | 2 operados por Travel Service |
| Boeing 737-900ER | 5     |        |                               |
| Boeing 787       | 4     | 20     |                               |
| Embraer 175      | 4     |        |                               |
| Total            | 49    | 2      |                               |